# ألمانيا عام 90 تسعة صفر (فلم)
ألمانيا عام 90 تسعة صفر (بالفرنسية: Allemagne année 90 neuf zéro) فيلم دراما فرنسي لعام 1991 من إخراج جان لوك جودار وبطولة إدي قسطنطين، وهانس زيشلر، وكلوديا ميشيلسن. كان الفيلم هو التعاون الثاني بين جودار وقسطنطين مع شخصية مفتش الشرطة ليمي كوشان، وكانت هذه هي أيضًا المرة الخامسة عشرة والأخيرة التي سيلعب فيها قسطنطين دوره المميز خلال 40 عامًا.
عُرض الفيلم في منافسة في الدورة 48 لمهرجان البندقية السينمائي الدولي، وفاز بالميدالية الذهبية. (العنوان هو إشارة إلى فيلم روبرتو روسيليني "ألمانيا، السنة صفر عام 1948).

## طاقم التمثيل
- إيدي قسطنطين: في دور ليمي كوشان.
- هانز زيشلر: في دور الكونت زيلتن
- كلوديا ميشيلسن: في دور شارلوت كيستنر / دورا.
- ناتالي كاديم: في دور دلفين دي ستيل.
- أندريه س. لابارث: في دور الراوي.
- روبرت ويتمرز: في دور دون كيشوت.
- كيم قشقشيان: في دور موسيقي.
- انطون موسين: في دور ديمتري.

بالاشتراك مع: هاينز برزبيلسكي، كرستين بوس، ج. يورجن، أوفي جريتشوفسكي، يوشين غليتشينسكي، إيفا سفاركوفا، إلفي جبل.

## ملخص أحداث الفيلم
يُعفى المفتش ليمي من عملهِ ويحاول العودة إلى الغرب. بينما يتابع المناظر الطبيعية الشتوية، يسأل سائق سيارة متوقفة عن الاتجاهات، وشخصية دون كيشوت تطفو بجوار طاحونة هوائية. يصادف ليمي الكثير من إعلانات الدعاية لبضائع مختلفة، والمحال مشغولة بعرض بضائعها، حيث ينشغل المتسوقون وأصحاب المتاجر أنفسهم بتجارة عيد الميلاد. يتخلل الأحداث تعليق صوتي من المخرج جودار. تدور الأحداث في فترة بعد سقوط جدار برلين مباشرة، ويتجول ليمي في جميع أنحاء المدينة بلا هدف. الفيلم عبارة عن جزء روائي وجزء صورة مقالة وثائقية حول التاريخ والسياسة الألمانية.

## استقبال الفيلم
كتب موقع «اوستن كرونكل»: «تأملات جودار تمتد من طيف يتحول من السخيفة إلى البصيرة. يصنف هذا الفيلم ضمن بعض أفضل أعمال جودار (صنفه كثير من النقاد في قوائم» العشرة الأوائل«في عام 1992)، لكنه ربما يتطلب بعض الإلمام المسبق بأفلام جودار السابقة من أجل التعرف على هذه الحقيقة».
كتب موقع سينفيلاك: «يصور بطل الفيلم» ليمي«العالم الرومانسي الذي اختفى مع الحرب الباردة، ومع ذلك، من المحتمل أن تتفكك مستويات الفهم العديدة لفيلم جودارد هذا بعد مشاهد متعددة. على أية حال، فإن الفيلم هو واحد من أكثر أفلام جودار جاذبية منذ سنوات».
كتب موقع سول لو سينما: "أي طريق يؤدي إلى الغرب؟" هو السؤال الرئيسي المتكرر في فيلم جان لوك جودار، والذي يصور ألمانيا في أعقاب إعادة التوحيد، حيث أصبحت الفروق الصارمة السابقة بين الشرق والغرب غير واضحة. يتناثر الفيلم إشارات مرتجلة إلى تاريخ ألمانيا، والحرب العالمية الثانية تلوح في الأفق بشكل خاص، كما هو الحال بالطبع في كثير من أعمال جودار... الفيلم هو مسيرة مترددة نحو الاحتضان الترحيبي للرأسمالية البرجوازية، والتي يرمز إليها في النهاية بلقطات ليلية مضيئة بالشعر للبنوك والمتاجر".
كتب موقع سيلولويد ماسكار حول العالم The Worldwide Celluloid: «مونتاج لمقتطفات من الأفلام الروائية والوثائقية، والاقتباسات، والمقاطع الموسيقية، والأدب، والمراجع التاريخية، وأشياء متعلقة بألمانيا... يرتبط هذا بطريقة ما بموضوع العزلة، وعزلة الفرد والدولة، وتاريخها وثقافتها الفريدة، التي أفسدها الغرب الآن، وانحطاط الرأسمالية الملعون. لم أحصل على شيء من هذا الفيلم الخالي من الهدف من رجل غاضب. المونتاج في حد ذاته ليس تعليميًا كما أنه ليس صخبًا غريب الأطوار».

## وصلات خارجية
مقالات تستعمل روابط فنية بلا صلة مع ويكي بيانات